# Catalina de Foix, infanta de Navarra
Catalina de Foix y Trastámara (¿?, 1460 - ¿?, 1494), Infanta de Navarra e hija de Leonor I de Navarra y del conde Gastón IV de Foix.

## Biografía
Se supone casada en 1469 con Gastón II de Foix (1440-1500), conde de Candale y de Bénauges. De esta unión nacieron varios hijos:
- Gastón de Foix (¿?-1536), sucesor de su padre con el nombre de Gastón III;
- Ana de Foix (1480-1506), casada con Vladislao II de Bohemia y VII de Hungría.

- Datos: Q948993